# Амосова, Екатерина Николаевна
Екатери́на Никола́евна Амо́сова (род. 8 февраля 1956, Киев) — советский и украинский кардиолог, доктор медицинских наук (1988), профессор, ректор Национального медицинского университета имени А. А. Богомольца (с 13 июня 2014 года по 8 января 2019 года), заведующая кафедрой госпитальной терапии № 2 Национального медицинского университета имени А. А. Богомольца (1990—2014). главный редактор журналов «Сердце и сосуды» и «Therapia». Член-корреспондент НАМН Украины.
Лауреат антипремии Академическое недостоинство в номинации «Токсичный ректор — 2018».

## Биография
Екатерина родилась 8 февраля 1956 года в Киеве в семье академика НАН и АМН Украины Николая Амосова. Мать — Лидия Васильевна Денисенко (12 декабря 1920 — 7 апреля 2014), окончила Киевский медицинский институт, работала хирургом, физиотерапевтом.
В 1978 году окончила Киевский медицинский институт. В 1983 году защитила кандидатскую диссертацию на тему «Прогноз течения и непосредственных исходов острого крупноочагового инфаркта миокарда», а через 5 лет и докторскую на тему «Дилатационная кардиомиопатия».
С 2004 по 2005 год была главным кардиологом министерства здравоохранения Украины.
В июне 2014 года избрана коллективом Национального медицинского университета имени А. А. Богомольца на пост ректора.
Уволена с поста ректора решением МОЗ Украины 8 января 2019 года за нарушения в финансово-хозяйственной деятельности университета и отсутствие на рабочем месте без уважительной причины с 26 декабря по 8 января, что фактически блокировало работу университета.
Е. Амосова много лет является экспертом Высшей аттестационной комиссии Украины. Она также входит в Президиум правления обществ кардиологов и ревматологов Украины.
Почётный гражданин города Старый Крым (с 30 октября 2003 года).
Муж — Мишалов, Владимир Григорьевич.

## Публикации
Автор более 600 работ.
- Клиническая кардиология. — ISBN 978-5-311-01231-7.